# Żuwka wewnętrzna

Szczęki I pary przybyszki amerykańskiej: widok tylny na lewą i przedni na prawą; cardo − kotwiczka, stipes − pieniek, lacina − żuwka wewnętrzna, galea − żuwka zewnętrzna, coxa − biodro, palpus − głaszczek

Żuwka wewnętrzna (łac. lacinia) − parzysty element aparatu gębowego sześcionogów stanowiący wewnętrzny wyrostek pieńka szczęki.
Żuwka ta jest wewnętrznym płatem endytu szczęk I i II pary. Poruszana jest mięśniem wychodzącym z pieńka (musculus stipitolacinalis), a często też jeszcze drugim, wychodzącym ze ściany puszki głowowej (musculus craniolacinalis). W aparacie typu gryzącego żuwka wewnętrzna I pary szczęk jest ostrzej zakończona od zewnętrznej i osadzona na pieńku. Żuwka wewnętrzna II pary szczęk osadzona jest natomiast na przedbródku. Często żuwki wewnętrzne II pary szczęk zrośnięte są w języczek (wówczas żuwki zewnętrzne tworzą przyjęzyczki). W gryząco-liżącym aparacie gębowym żuwki wewnętrzne I pary szczęk są szczątkowe, a II pary zrośnięte we wspomniany języczek.
Gryzki mają żuwki wewnętrzne długie, wąskie, oddzielone od pieńka i niezależnie poruszane. U niektórych pluskwiaków przekształcone są one w szczeci kłujące. U błonkówek zrastają się one w język rynienkowatego kształtu. U pcheł wraz z nadgębiem i głaszczkami wargowymi budują kłujkę.